# Anni Rapinoja
Anni Rapinoja (Hailuoto, 1949. március 28. –) finn szobrász, képzőművész.
Alkotásai – melyekben elmélet és művészet összefonódik – változatos tanulmányaira (földrajzot és botanikát tanult az Oului Egyetemen) vezethetőek vissza.
Munkásságában együttműködik a természettel, úgy tartja, hogy a fák, mocsarak és tópartok beszélnek hozzá, így a fűzre, nádasra és jávorszarvasra is munkatársként tekint. Műveinek megalkotása során magát „csak” közvetítőként tartja számon, ugyanis bizonyos esetekben a természet erőire (nap, szél, víz) is szükség van ahhoz, hogy az alkotás formát öltsön. Például a Maan pallo címet viselő műve, melyet eredetileg az áfonya zöld leveleiből állított össze, végleges, okker árnyalatát úgy nyerte el, hogy évekig sütött rá a nap. Tehát a zöld áfonyalevelek még a csak az alkotás kezdeti stádiumát jelentették, annak ellenére, hogy a művész tényleges munkája ezen a ponton befejeződött. Az egyedi alkotások rengeteg anyaggyűjtést és sok türelmet igényelnek. Azonban az elmúlt évek technikai fejlődésének következményeképp az alkotó rendelkezésére állnak különféle ventilátorok, mikroszkópok, fényképek és videók, melyek segítségével ún. „videófestmények” is készíthetőek.